# Rickmers Glacier
Rickmers Glacier är en glaciär i Antarktis. Den ligger i Västantarktis. Argentina, Chile och Storbritannien gör anspråk på området. Rickmers Glacier ligger 1 003 meter över havet.
Terrängen runt Rickmers Glacier är lite bergig. Trakten är obefolkad. Det finns inga samhällen i närheten.